# Béton vert
Haies monospécifiques

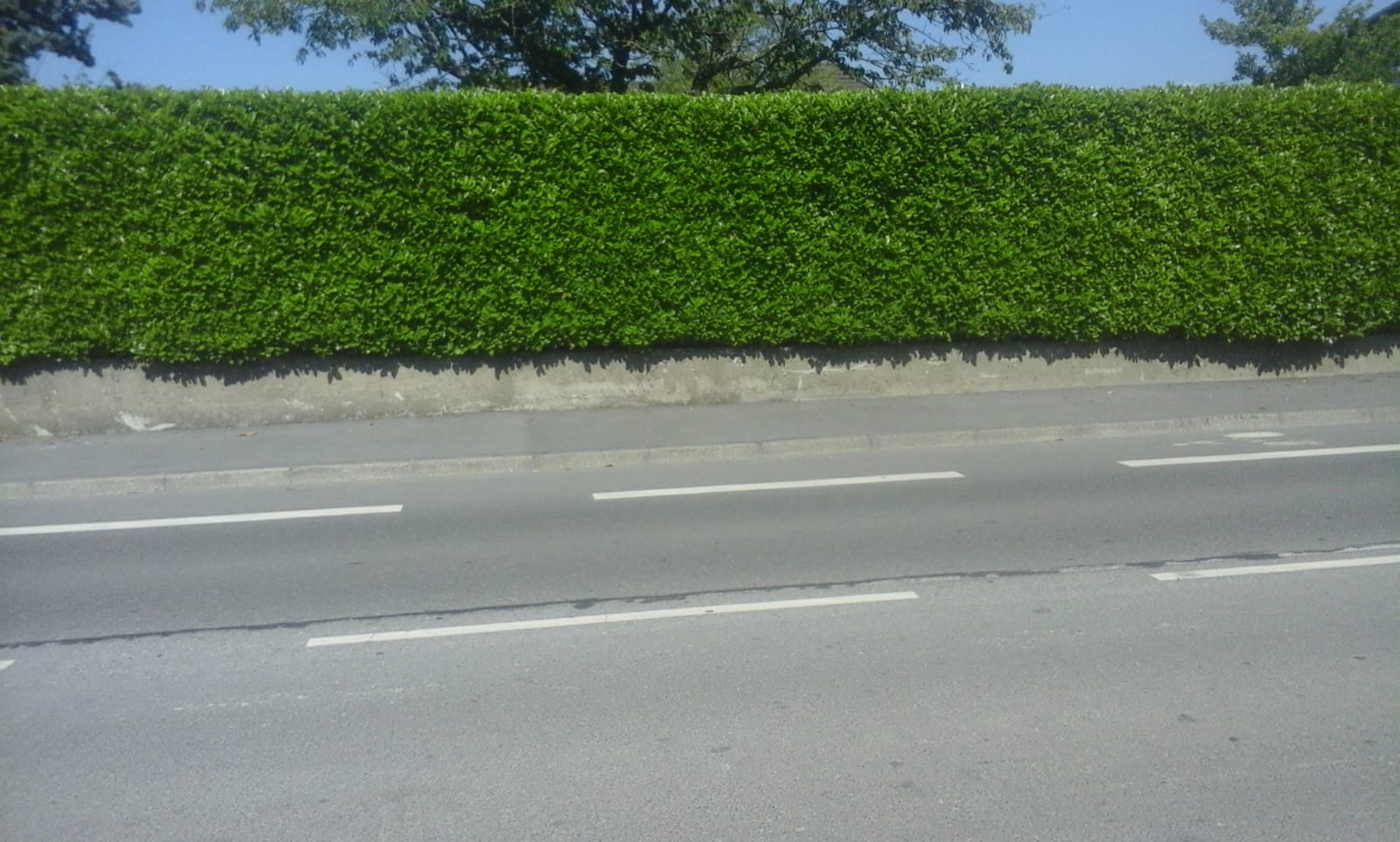
Les haies surnommées « béton vert » sont les plus pauvres en biodiversité. Ici, une haie de Prunus laurocerasus.

Le « béton vert », appelé aussi « béton végétal », est une appellation péjorative donnée à certaines haies  monospécifiques (composées d'une seule espèce) et sempervirentes, complètement opaques et souvent taillées au carré, créant souvent des barrières visuelles dans les paysages. Ces haies très denses et très régulières, courantes dans les parcs, jardins privés ou publics, ou les cimetières, forment des murs végétaux pour la plupart composés de thuyas, cyprès ou de lauriers-palme.

## Histoire

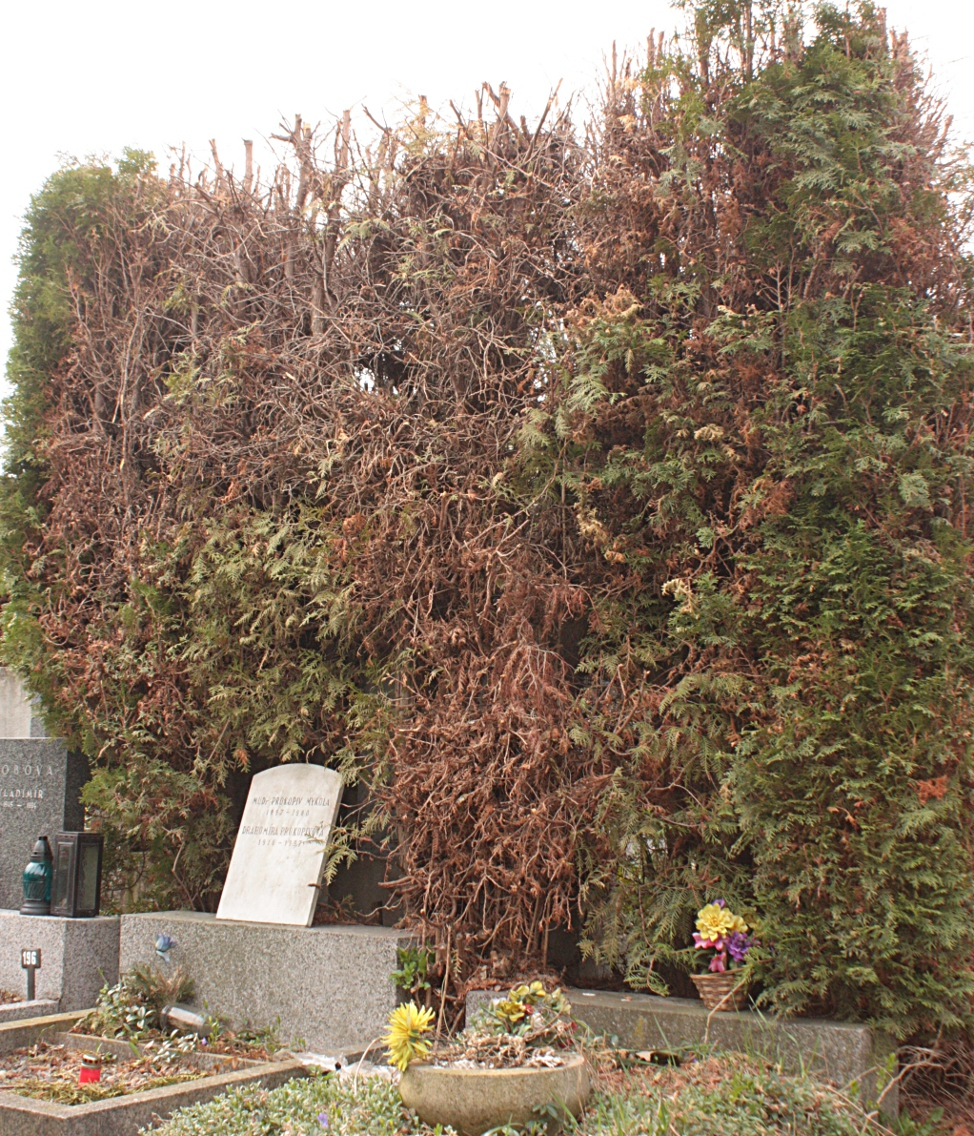
Les signes de brunissement sur certaines branches de thuyas plantés en haie peuvent être dues à l'attaque d'un champignon phytopathogène (Phytophthora cinnamomi, ', Pestalotiopsis funerera, Phomopsis juniperovora…) ou d'un coléoptère, le bupreste du thuya.

Des années 1930 aux années 1970, trois espèces majeures, au feuillage vert et persistant, ont formé les haies des territoires périurbains : le laurier-cerise (Prunus laurocerasus) avant-guerre, le troène (Ligustrum ovalifolium) à partir des années 1950, puis le thuya à partir des années 1960 (Thuja plicata).

## Avantages et utilisation
Les haies de « béton vert » sont très denses, destinées principalement à isoler visuellement les propriétés privées de l'espace public ou bien des propriétés voisines (écrans visuels efficaces). Elles ont comme avantages d'être à croissance rapide, peu chères, bien vertes, persistantes, très résistantes à la taille et de pousser rapidement. 

## Inconvénients
Ces arbustes sont de croissance rapide, des tailles répétées sont alors nécessaires pour les maintenir en haie. Ils exigent beaucoup de fraîcheur du sol et supportent difficilement la sécheresse. Plantés en haie monospécifique, ils sont très sensibles à toute une batterie de maladies et de ravageurs. De plus, une fois atteints et desséchés, les conifères doivent être arrachés (une opération difficile) car ils ne se recèpent pas et ne repartent pas de leur base. Ces arbustes sont pratiquement impossibles à associer à d’autres espèces car ils sont trop vigoureux et étouffants. Ils forment des haies monotones et uniformes, formant parfois de mauvais brise-vent. Les conifères ne peuvent pas être régénérés du pied, et se dégarnissent à la base. Ils peuvent être allergènes. Enfin, les habitants se retrouvent cloisonnés derrière ces murs végétaux opaques.

## Impacts sur la biodiversité

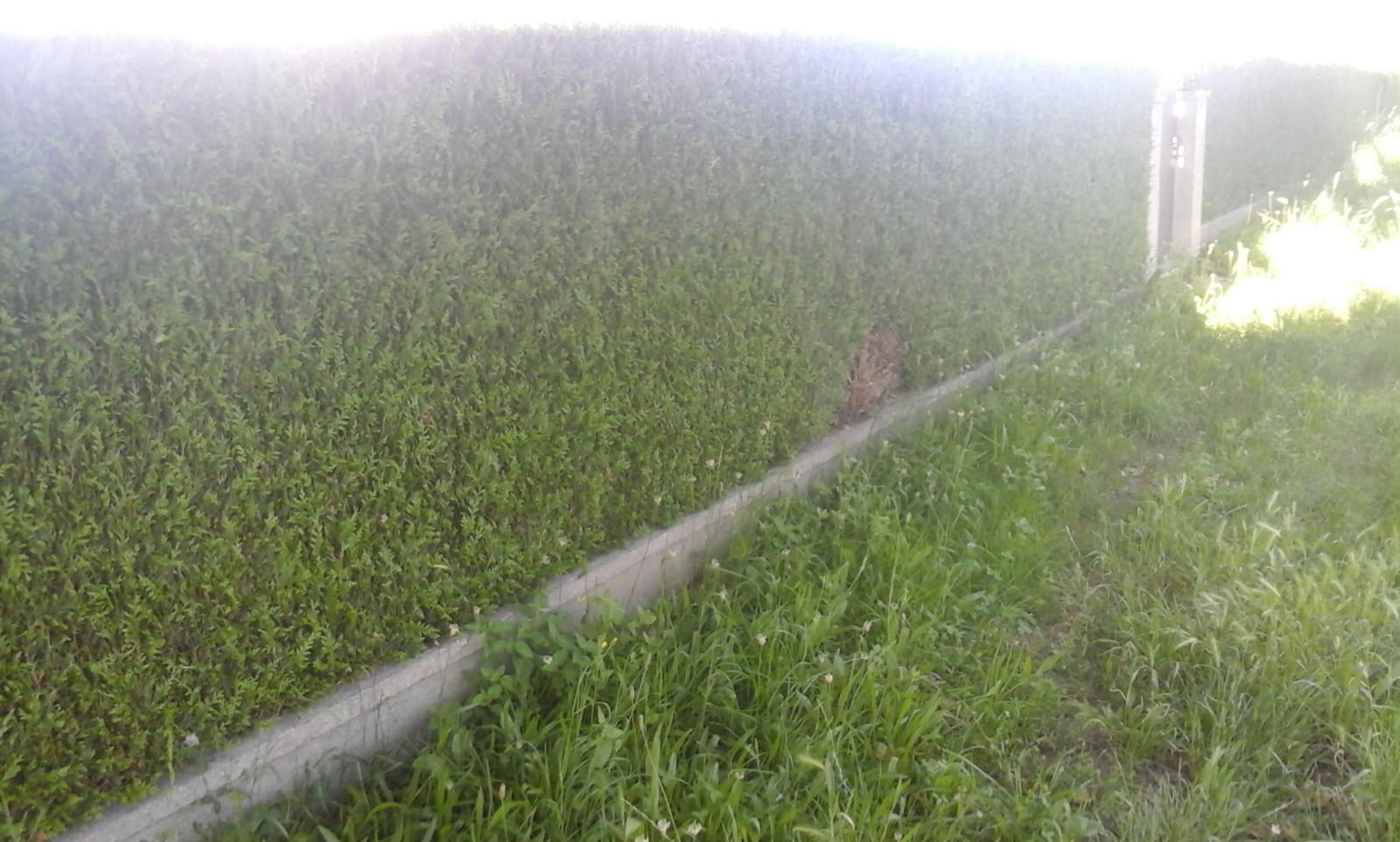
Les monocultures de résineux acidifient et épuisent les sols. Ici, une haie de Thuja occidentalis.

Ces haies, composées de plantes exotiques, ne fleurissent pas pour la plupart et sont trop denses pour accueillir la faune locale (oiseaux, insectes, petites mammifères ...). Leurs feuilles sont difficilement compostables voire toxiques et les baies sont souvent inexistantes, n'offrant aucune nourriture aux oiseaux. Au pied des haies de conifères, le sol est acidifié, ce qui est désastreux pour la vie souterraine et l’installation d’une bande enherbée diversifiée.